# Магинданао (провинция)
Магинданао (таг. Maguindanao) — провинция Филиппин, входящая в состав Автономный Pегион Бангсаморо в Mусульманском Минданао. Административный центр — город Шариф Агуак. Площадь — 4900,1 км². Граничит на севере с Южным Ланао, на востоке с Котабато, на юге с провинцией Султан-Кударат.

## География
Провинция расположена в восточной части острова Минданао, в нижнем течении реки Минданао, называемой также Пуланги. Эта река образует долину, низменность, пригодную для ведения сельского хозяйства. Остальная часть территории Магинданао гористая. На границе с Ланао расположен вулкан Раганг (1842 м).
Залив Ильяна, к которому обращены берега провинции, относится к более крупному заливу Моро.

## Население
Численность населения составляет 944 718 человек (2010), плотность населения — 192,80 чел./км².
В провинции проживают народы висайя и магинданао. Последний относится к группе народов моро, исповедующих ислам.

## Административное деление
В административном отношении делится на 36 муниципалитетов:
| - Ампатуан (Ampatuan) - Барира (Barira) - Булдон (Buldon) - Булуан (Buluan) - Дату Абдуллах Сангки (Datu Abdullah Sangki) - Дату Анггал Мидтимбанг (Datu Anggal Midtimbang) - Дату Блах Т. Синсуат (Datu Blah T. Sinsuat) - Дату Хоффер Ампатуан (Datu Hoffer Ampatuan) - Дату Один Синсуат (Datu Odin Sinsuat) - Дату Паглас (Datu Paglas) - Дату Пианг (Datu Piang) - Дату Салибо (Datu Salibo) | - Дату Сауди-Ампатуан (Datu Saudi-Ampatuan) - Дату Унсай (Datu Unsay) - Ген. С. К. Пендатун (Gen. S. K. Pendatun) - Гиндулунган (Guindulungan) - Кабунталан (Kabuntalan) - Мамасапано (Mamasapano) - Мангудадату (Mangudadatu) - Матаног (Matanog) - Северный Кабунталан (Northern Kabuntalan) - Пагагаван (Pagagawan) - Пагалунган (Pagalungan) - Паглат (Paglat) | - Пандаг (Pandag) - Паранг (Parang) - Раджах Буайян (Rajah Buayan) - Шариф Агуак (Shariff Aguak) - Шариф Сайдона Мустафа (Shariff Saydona Mustapha) - Южный Упи (South Upi) - Султан Кударат (Sultan Kudarat) - Султан Мастура (Sultan Mastura) - Султан са Баронгис (Sultan sa Barongis) - Талайян (Talayan) - Талитай (Talitay) - Упи (Upi) |

## Экономика
Главная отрасль экономики — сельское хозяйство, главная культура в котором — рис. Развита также пищевая промышленность.